# Palazzo Mari
Palazzo DeMari-Cybo si trova in via de' Benci 23 a Firenze, con affaccio su Borgo dei Greci.

## Storia e descrizione
Il palazzo presenta al piano terreno grandi e solide arcate trecentesche: i piani superiori indicano invece quanto è risultato dagli ampliamenti e dalle risistemazioni successive condotte tra Ottocento e primo Novecento.
Originariamente l'edificio, come indica la continuità degli archi, era tutt'uno con quello al numero civico 19-21 (palazzo Caccia-Peruzzi), a costituire una fabbrica di grande estensione di proprietà dei Peruzzi, che arrivava a definire il primo tratto di borgo de' Greci e che inglobava una porzione dell'antico anfiteatro romano. Di questa fabbrica, sulla base delle ricerche di Francesca Carrara, conosciamo sufficientemente bene la genesi.
Acquistati a più riprese a partire dal 1286 i tratti delle vecchie mura (1172-1175) che qui insistevano, i Peruzzi procedettero a comprare il terreno esterno alle fortificazioni nel 1313 e quindi a erigere l'edificio a partire dall'aprile 1317 per concluderlo nel dicembre 1319: i documenti d'archivio precisano come nel cantiere fosse stato "capomastro Maestro Alchieri da Como di Lombardia e soprastante Orlandino di Tura", documentando come a questa data si facesse ancora riferimento all'area lombarda per la ricerca di maestranze qualificate.
I catasti della seconda metà del Seicento documentano la proprietà (numeri civici 19-23) come ancora integra, di modo che dalla volta de' Peruzzi fino all'angolo di piazza Santa Croce tutto ricadeva tra gli averi di Bindo Peruzzi detto Bindo Secondo, figlio di Giovanni di Bernardo.
Sul fronte della fabbrica rimangono numerosi ferri da cavallo trecenteschi.
Una lapide sulla facciata, posta dal Comune di Firenze nel 1898, ricorda come qui avesse avuto casa e studio il giureconsulto e patriota Adriano Mari:
| ADRIANO MARI GIURECONSULTO E ORATORE COOPERÒ TRA I PRIMI CON FERVORE ASSENNATO AL PATRIO RISORGIMENTO TENNE DEGNAMENTE ALTI UFFICI NEL COMUNE NELLA PROVINCIA NELLO STATO MINISTRO GUARDASIGILLI QUATTRO VOLTE PRESIDENTE DELLA CAMERA ELETTIVA SERBÒ L'ANTICA SEMPLICITÀ DEL COSTUME L'INTEGRITÀ ESEMPLARE DELLA VITA L'IMPAVIDA SALDEZZA DEI PROPOSITI A LUI CHE IN FRANGENTE SUPREMO LA SUA FIRENZE A VISO APERTO DIFESE CON VITTORIOSA ELOQUENZA IL COMUNE RICONOSCENTE DOVE EBBE LA CASA E LO STUDIO Q · M · P · IL XXVII APRILE DELL'ANNO M. DCCC. LXXXXVIII XI DALLA SUA MORTE |

Sull'angolo di borgo de' Greci ricorre, oramai del tutto abraso, lo stemma dei Peruzzi (d'azzurro, a sei pere d'oro, picciolate e fogliate di due pezzi di verde). Nell'androne di accesso è invece uno scudo con l'arme della famiglia Mari (di cielo, alla torre accostata da due delfini d'argento, il tutto sormontato da tre stelle a otto punte d'oro ordinate in capo).